# سلافا (مغنية)
أناستازيا فلاديميروفنا سلانيفسكايا (بالروسية: Слава)‏ (بالروسية:Анастаси́я Влади́мировна Слане́вская; ولدت في 15 مايو 1980) مغنية، ممثلة، عارضة أزياء روسية. حائزة على العديد من الجوائز الموسيقية ومنها «أغنية العام» و «جولدن جراموفون».

## روابط خارجية
- الموقع الرسمي
- سلافا على موقع IMDb (الإنجليزية)
- سلافا على موقع ميوزك برينز (الإنجليزية)
- سلافا على موقع ديسكوغز (الإنجليزية)
- سلافا على موقع ديسكوغز (الإنجليزية)
- سلافا على موقع قاعدة بيانات الفيلم (الإنجليزية)
- سلافا على موقع كينوبويسك (الروسية)